# Japan Home Video
Japan Home Video Inc. (JHV) (ジャパンホームビデオ株式会社 or Japanhomubideo Kabushikigaisha) es una corporación de medios japoneses que produce y distribuye productos de cine y video, y también participa en la programación de televisión y software de juegos. Utiliza la etiqueta Alice Japan (アリスJAPAN) por su producción video para adultos.